# Пам'ятник Богданові Хмельницькому (Черкаси)
Па́м'ятник Богда́нові Хмельни́цькому — пам'ятник українському гетьману Богданові Хмельницькому, організатору і очільнику визвольних змагань українського народу в середині XVII століття (Хмельниччина), встановлений у місті Черкасах у 1995 році.

## Загальні дані

Пам'ятник Богданові Хмельницькому

Пам'ятник українському гетьману Богданові Хмельницькому у Черкасах відкрито 30 жовтня 1995 року з нагоди 400-річчя від дня його народження. Розташований на розі бульвару Шевченка та вулиці Богдана Хмельницького, поруч з будівлею Палацу культури «Дружба народів», композиційно завершивши площу Богдана Хмельницького.
Автори пам'ятника — скульптори А. С. Шаталов, А. С. Фуженко, архітектори Т. Г. Довженко, В. І. Дмитренко. Скульптуру Хмельницького виготовлено в київських майстернях Художнього фонду України.
Черкаський пам'ятник Богдану Хмельницькому представляє собою бронзову скульптуру заввишки 5 м, встановлену на постаменті із стилізовано оброблених гранітних блоків з написом «Гетьман України Зіновій Богдан Хмельницький (1595—1657)».
По обидва боки постаменту — стела з гранітних блоків, в яку вмонтовано 8 плит з написами:
- Битва під Жовтими водами 05-06.05.1648
- Битва під Корсунем 15-16.05.1648
- Перемога під Пилявцями 13.09.1648
- Урочистий в'їзд до Києва 23.12.1648
- Перемога під Збаражем і Зборовом 30.06, 05.08.1649
- Битва під Берестечком 18-30.06.1651
- Перемога під Батогом 22-23.05.1652
- Взяття Кракова і Варшави 18.03, 09.06.1657

З обох боків на постаменті, виконаному з гранітних блоків, встановлено дві бронзові скульптурні композиції, що символізують перемоги козаків на чолі з Хмельницьким на суші і на морі. Їх основою служать подіуми, оздоблені рослинним орнаментом. Перша композиція — серед розбурханого моря козацька чайка з напнутим вітрилом, над щоглою якого — хрест, тут же — козацька зброя та клейноди. Інша композиція містить у собі козацьку гармату з ядрами, бочку з порохом, зброю, дві литаври та хоругви.
Автори — скульптори А. С. Шаталов, А. С. Фуженко, архітектори Т. Г. Довженко, В. І. Дмитренко.